# Alexis O'Hara
Alexis O'Hara est une artiste interdisciplinaire qui vit à Montréal. « Sa pratique exploite les allégories de la voix humaine via l'improvisation électronique, la performance et l'installation. »

## Biographie
Étant une artiste interdisciplinaire, Alexis O'Hara mêle l'installation artistique, la performance, l'improvisation électronique, ainsi que la poésie. Son art se situe à la frontière de toutes ces disciplines. « Autodidacte et impertinente, elle s’intéresse à l’usage inapproprié et au réemploi inventif de matériaux désuets. »
Elle a notamment publié, en 2001, un recueil de poésie intitulé (More than) Filthy Lies aux éditions Spaghetti Dance Paperback. Elle a aussi fait paraître deux albums de musique In Abulia (2002) et Ellipsis (2010), en plus de ses quatre petits albums : Music for Breakups (2003), Suck Machine (2016), Trout vs. Eagle (2016) et LX6 et JROBOT play Le Suck Machine (2016).
« Subject to Change » et « L'éponge à soucis » sont deux de ses projets interactifs dans lesquels elle explore la performance interactive documentaire en intègrant l'électronique portative et des propos directs avec le public.
Elle a également fait une installation sonore nommée « Sqeeeque - L'igloo improbable », qui a accueilli des milliers de participants à travers l'Europe et le Canada. Cette installation est notamment la première acquisition à la collection d'art numérique du Haus der Elektronische Kunst à Bâle. En 2013, cette œuvre fait l'objet d'une tournée des Maisons de la culture à Montréal et fait même partie d'une exposition à la Gaité lyrique de Paris.
En automne 2014, elle a été sélectionnée par le Regroupement des centres d'artistes autogérés du Québec pour participer à un échange Montréal - La Havane dans lequel elle sera invitée à présenter des ateliers de création à des artistes cubains à la Fondation Ludwig. « Cette approche de formation tant pratique que théorique, a pour objectif de partager avec les créateurs cubains l’information de pointe concernant les nouveaux outils et dispositifs de création, de production et de diffusion de l’art actuel. »
Elle fait partie du duo artistique «Et tu, Machine» avec l'artiste et designer Atom Cianfarani. Leurs pratiques « comprennent des interventions urbaines, des installations, des performances sonores, des sculptures lumineuses et la conception d’infrastructures vertes. Ce duo est particulièrement dédié à la subversion spatiale, le sauvetage des déchets et la renaissance d’objets. Et tu, Machine s’engage à détourner les paysages urbains et les situations sociales pour créer des circonstances mettant en valeur l’esprit anarcho-écolo du Queer Imagineering (génie imaginaire queer). » Ensemble, ils ont monté plusieurs projets tels que la performance OUFF et CULTURE.
Ses performances et concerts ont été présentés dans différents contextes en Slovénie, Autriche, Mexique, Allemagne, Espagne, Grande-Bretagne, Irlande, France, Belgique, et à travers le Canada et les États-Unis. Elle a également partagé la scène avec de grands noms tels que Diamanda Galàs, Ursula Rucker, Henri Chopin ainsi que TV on the Radio,.
Elle offre plusieurs ateliers de création « qui mélangent jeux surréalistes, improvisations vocales et manipulations électroniques de sons, parmi eux le populaire Noise School for Feminists.

## Œuvre

### Littérature
- (More than) Filthy Lies, Montréal, Spaghetti Dance Paperback, 2001, 99 p.  (ISBN 9780968904701)

### Musique

#### Album (LP)
- In Abulia, [enregistrement sonore], Montréal, Alexis O'Hara, 2002.
- Ellipsis, [enregistrement sonore], Montréal, Alexis O'Hara, 2010.

#### Petit album (EP)
- Music for Breakups, [enregistrement sonore], Montréal, Alexis O'Hara, 2003.
- Suck Machine, [enregistrement sonore], Montréal, Alexis O'Hara, 2016.
- Trout vs. Eagle, [enregistrement sonore], Montréal, Alexis O'Hara, 2016.
- LX6 et JROBOT play Le Suck Machine, [enregistrement sonore], Montréal, Alexis O'Hara, 2016.

## Prix et honneurs
- 2014 : Nommée par le Regroupement des centres d'artistes autogérés du Québec pour participer à un échange Montréal - La Havane[2].